# Gods
Gods (Japans: ゴッズ) is een computerspel dat werd ontwikkeld door The Bitmap Brothers en uitgegeven door Renegade Software. Het spel kwam voor diverse platforms. Het spel kwam in 1991 uit voor de Commodore Amiga, Atari ST en DOS. De speler speelt hercules en krijgt opdrachten van God. Het spel is een horizontaal scrollend platformspel. Het spel is voorzien van bonusses en power-ups. Het spel wordt gepresenteerd qua perspectief in de derde persoon.

## Platforms
| Jaar | Platform                                   |
| ---- | ------------------------------------------ |
| 1991 | Amiga, Atari ST, DOS                       |
| 1992 | Acorn 32-bit, PC-98, SNES, Sega Mega Drive |
| 2013 | BlackBerry                                 |

## Ontvangst
| Beoordeeld door                | Platform        | Datum        | Score |
| ------------------------------ | --------------- | ------------ | ----- |
| Games-X                        | Atari ST        | mei 1991     | 100%  |
| Amiga Action                   | Amiga           | juni 1991    | 93%   |
| Computer and Video Games (CVG) | Atari ST        | mei 1991     | 93%   |
| Amiga Computing                | Amiga           | juli 1991    | 90%   |
| Amiga Format                   | Amiga           | juni 1991    | 90%   |
| Amiga Joker                    | Amiga           | mei 1991     | 88%   |
| GameFan Magazine               | Sega Mega Drive | oktober 1992 | 87%   |
| Amiga Power                    | Amiga           | mei 1991     | 87%   |
| Amiga User International       | Amiga           | juli 1991    | 79%   |